# Julien Moca
Julien Moca, de son vrai nom Julien Derouet, né le 28 octobre 1980, est un scénariste de bande dessinée, auteur de livres jeunesse et historien. En 2020, il compte une cinquantaine de publications.

## Carrière
En 2007, il publie sa première bande dessinée, Léa graslin accompagné au dessin par le studio Ji An. Le premier tome sera rapidement en rupture mais il n y aura pas de second tome car l'éditeur Xiao Pan fait faillite. Pour les éditions De Borée il va scénariser différentes affaires criminelles (Seznec, les sœurs Papin, l'auberge rouge, violette noziere, les amants diaboliques ou encore Pauline Dubuisson, qu'il réalise avec Gérald Forton). Pour ce même dessinateur, il scénarise une aventure des Pieds Nickelés : les pieds nickelés visitent les châteaux de la Loire (2013). En 2019 pour les éditions Petit à Petit il coscénarise le guide des châteaux de la Loire en BD et assure le scénario du premier tome du docu BD sur la ville d Angers.
Sous son vrai nom il publie aux éditions geste deux petits guides, l'un sur la ville de Cholet, l'autre sur les moulins de l'Anjou. Pour le même éditeur il écrit avec Pierre Billaud deux autres ouvrages : La Touraine mystérieuse et La Bretagne mystérieuse.